# Alchemilla caucasica
Alchemilla caucasica es una especie de planta del género Alchemilla, perteneciente a la familia Rosaceae.

## Taxonomía
Alchemilla caucasica fue descrita por Robert Buser en 1896.

## Distribución
Se encuentra en el territorio de Transcaucasia y Turquía.